# Coupe de l'EHF féminine 2008-2009
Navigation
Coupe de l'EHF 2007-2008 Coupe de l'EHF 2009-2010
La Coupe de l'EHF 2008-2009 est la vingt-huitième édition de la Coupe de l'EHF féminine, compétition de handball créée en 1981 et organisée par l'EHF.

## Formule
La coupe de l'EHF est aussi appelée la C3. Il faut pour chaque équipe engagée franchir les sept tours de l’épreuve pour brandir le trophée. Toutes les rencontres se déroulent en matchs aller-retour. 
La coupe de l'EHF intègre vingt-huit équipes qualifiées par leurs fédérations nationales lors du troisième tour et quatre autres équipes issues d’un tour de qualification à huit équipes. Elle est généralement considérée comme la seconde coupe d’Europe en termes de niveau de jeu.

## Quarts de finale
| Date Aller   | Club                   | Aller | Total | Retour | Club                  | Date Retour  |
| ------------ | ---------------------- | ----- | ----- | ------ | --------------------- | ------------ |
| 15 mars 2009 | Issy-les-Moulineaux HB | 22-17 | 34-41 | 12-24  | Handball-Club Leipzig | 22 mars 2009 |
| 14 mars 2009 | Byåsen HE              | 27-31 | 49-60 | 22-29  | Rulmentul Brașov      | 21 mars 2009 |
| 14 mars 2009 | SD Itxako              | 27-19 | 59-51 | 32-32  | Randers HK            | 20 mars 2009 |
| 16 mars 2009 | Kouban Krasnodar       | 21-35 | 50-70 | 29-35  | HC Dinamo Volgograd   | 21 mars 2009 |

## Demi-finales
| Date Aller    | Club                  | Aller | Total   | Retour  | Club                | Date Retour   |
| ------------- | --------------------- | ----- | ------- | ------- | ------------------- | ------------- |
| 11 avril 2009 | SD Itxako             | 23-23 | 51 - 50 | 28 - 27 | Rulmentul Brașov    | 18 avril 2009 |
| 13 avril 2009 | Handball-Club Leipzig | 25-15 | 45 - 39 | 20 - 24 | HC Dinamo Volgograd | 18 avril 2009 |

## Finale
| Date Aller | Club      | Aller   | Total   | Retour  | Club                  | Date Retour |
| ---------- | --------- | ------- | ------- | ------- | --------------------- | ----------- |
| 9 mai 2009 | SD Itxako | 27 - 19 | 52 - 45 | 25 - 26 | Handball-Club Leipzig | 17 mai 2009 |

## Les championnes d'Europe
| Championne Coupe d'Europe de l'EHF 2008-2009 SD Itxako 1er titre |